# Broccostella
Broccostella és un comune (municipi) de la província de Frosinone, a la regió italiana del Laci, situat a uns 100 km a l'est de Roma i a uns 25 km al nord-oest de Frosinone.
Brocostella limita amb els municipis d'Arpino, Campoli Appennino, Fontechiari, Posta Fibreno i Sora.
A 1 de gener de 2019 tenia 2.732 habitants.